# Phyllocycla
Phyllocycla är ett släkte av trollsländor. Phyllocycla ingår i familjen flodtrollsländor.

## Dottertaxa tillPhyllocycla, i alfabetisk ordning[1]
- Phyllocycla anduzei
- Phyllocycla argentina
- Phyllocycla armata
- Phyllocycla baria
- Phyllocycla bartica
- Phyllocycla basidenta
- Phyllocycla brasilia
- Phyllocycla breviphylla
- Phyllocycla diphylla
- Phyllocycla elongata
- Phyllocycla foliata
- Phyllocycla gladiata
- Phyllocycla hamata
- Phyllocycla hespera
- Phyllocycla malkini
- Phyllocycla medusa
- Phyllocycla modesta
- Phyllocycla murrea
- Phyllocycla neotropica
- Phyllocycla ophis
- Phyllocycla pallida
- Phyllocycla pegasus
- Phyllocycla propinqua
- Phyllocycla signata
- Phyllocycla sordida
- Phyllocycla speculatrix
- Phyllocycla titschacki
- Phyllocycla uniforma
- Phyllocycla vesta
- Phyllocycla viridipleuris
- Phyllocycla volsella